# Oesdorf (Bad Pyrmont)
Oesdorf ist ein Ortsteil der Kurstadt Bad Pyrmont im niedersächsischen Landkreis Hameln-Pyrmont.

## Geografie und Verkehrsanbindung
Der Ortsteil erstreckt sich unweit östlich der Kernstadt von Bad Pyrmont nördlich der Emmer an der Kreisstraße K 39. Am südwestlichen Ortsrand verläuft die Landesstraße L 426. Nordöstlich des Ortes erhebt sich der Königsberg mit dem 31 Meter hohen, 1912 erbauten Bismarckturm. Unweit südlich verläuft die Landesgrenze zu Nordrhein-Westfalen.

## Persönlichkeiten

### Söhne und Töchter
- Johann Philipp Seip (1686–1757), Badearzt und Autor
- Friedrich Frese (1823–1874), Kaufmann und Politiker, Mitglied des Spezial-Landtags für das Fürstentum Pyrmont
- Heinrich Zurmühlen (1881–1934), Maurer und Politiker (SPD), gehörte von 1920 bis 1922 der Verfassungsgebenden Waldeck-Pyrmonter Landesvertretung an
- Karl Kleine (1869–1938), Zigarrenhändler und Politiker (SPD), 1919 bis 1922 war er für die SPD Abgeordneter in der Verfassungsgebenden Waldeck-Pyrmonter Landesvertretung